# Grabowskia
Grabowskia ist eine Pflanzengattung aus der Familie der Nachtschattengewächse (Solanaceae). Die vier der Gattung zugehörigen Arten sind in Amerika verbreitet. Das Gattungsepitheton ehrt den deutschen Botaniker und Apotheker Heinrich Emanuel Grabowski (1792–1842).

## Beschreibung

### Vegetative Merkmale
Grabowskia-Arten sind meist 1,5 bis 2,5 m hohe Sträucher, gelegentlich werden sie nur bis zu 0,5 m hoch. Selten sind es kleine Bäume mit einer Höhe von bis zu 5 m und einem Stammbasisdurchmesser von bis zu 40 cm. Sie wachsen aufrecht und verzweigt, die Stängel sind mit Stacheln bewehrt. Junge Zweige sind glatt und etwas glänzend, dunkel mahagonifarben bis schwärzlich gefärbt. Im Alter werden sie rissig.
Die Blattspreiten sind dick, ihre Form reicht von umgekehrt eiförmig oder umgekehrt-eiförmig über elliptisch bis zu breit elliptisch. An der Spitze können sie gerundet oder stumpf sein, die Basis ist spitz zulaufend und am Blattstiel herablaufend. Die Laubblätter sind unbehaart oder nur mit drüsigen Trichomen mit einem kurzen Stiel und einem vielzelligen Kopf behaart und später verkahlend. Sie können bläulich oder grünlich-bläulich gefärbt sein und werden meist 15 bis 28 (selten 8 bis 40) mm lang und 20 bis 25 (selten 14 bis 35) mm breit. Ausnahme ist Grabowskia megalosperma mit sehr schmalen Laubblättern.

### Blütenstände und Blüten
Die Blüten können duftend oder duftlos sein. Sie stehen einzeln oder in zymösen Gruppen aus zwei bis zwölf Stück. Die Blütenstiele sind 5 bis 8 mm lang und damit in etwa so lang wie der Kelch. Dieser ist becherförmig, radiärsymmetrisch, fünflappig oder fünfgeteilt und immer kürzer als die Kronröhre. Die Krone ist leicht zygomorph, 8 bis 12 (selten bis 15) mm lang. Sie ist weiß-gelblich oder grünlich, beziehungsweise weiß-lila oder violett gefärbt. Die Aderung ist meist grün, braun oder dunkel purpurn gefärbt. Die Kronröhre ist konisch oder nahezu zylindrisch und 1,5 bis 2,5 mal länger als die Kelchlappen. Diese sind breiter als lang, geöhrt, zurückgebogen oder mit umgebogenen Rand versehen.
Staubblätter und Stempel stehen über die Blütenhüllblätter hinaus. Die Staubblätter sind gleichgestaltig und setzen etwa am unteren Drittel der Kronröhre oder etwas darüber oder darunter an. Die Staubfäden sind länger als die Staubbeutel und an der unteren Hälfte behaart. Die rückseitig (dorsal) befestigten Staubbeutel sind 2,1 bis 3,1 (selten 1,9 bis 3,5) mm lang, die Theken stehen fast auf der kompletten unteren Hälfte frei voneinander. Die Pollenkörner sind trizonokolporat und mit einer Größe von etwa 25,3 µm mittelgroß. Der Fruchtknoten ist zweifächerig, jedes Fruchtblatt ist an der Basis einkammerig und in den oberen 2/3 durch eine quer stehende Zwischenwand zweikammerig. Jede der so entstehenden Kammern enthält zwei Samenanlagen, wobei die oberen größer sind als die unteren. Die Narbe ist scheibenförmig, eingedrückt und befindet sich auf einem leicht umgekehrt friemförmigen Griffel.

### Früchte und Samen
Die Früchte sind umgekehrt eiförmig oder nahezu kugelförmig und gelb, orange-gelb oder bläulich schwarz gefärbt. Sie werden teilweise vom sich nicht vergrößernden Kelch umgeben. Sie enthalten zwei langgestreckte Kerne mit einer abgerundeten Spitze und einer dreigezähnten Basis. Jeder Kern enthält einen einzelnen aufrechten Samen, nur gelegentlich werden zwei Samen gebildet, dann ist der obere deutlich größer als der untere.

## Verbreitung
Die Arten kommen in einem disjunkten Gebiet in Amerika vor, wobei Grabowskia boerhaviifolia die größte Verbreitung besitzt: Sie kommt in Mexiko, auf den Galapagos-Inseln, in Peru, Chile, Bolivien und dem westlichen Argentinien vor. Die anderen Arten kommen in Argentinien und angrenzenden Ländern vor.

## Systematik

### Innere Systematik
Innerhalb der Gattung werden vier oder mehr Arten unterschieden. Sie werden aber auch alle zur Gattung Lycium gestellt:
- Grabowskia ameghinoi Speg. (Syn.: Grabowskia spegazinii Dusén): Westliches und südliches Argentinien.[3]
- Grabowskia boerhaviifolia (L.f.) Schltdl. (Syn.: Grabowskia duplicata Arnott, Grabowskia glauca I. M. Johnst., Grabowskia megalosperma Speg., Grabowskia obtusa Arnott, Grabowskia schizocalyx Dammer): Ecuador bis Brasilien und südliches Südamerika, dazu die Galapagos-Inseln.[3]
- Grabowskia geniculata Fernald: Mexiko.[3]
- Grabowskia sodiroi Bitter: Nordwestliches Venezuela bis Ecuador.[3]

Typusart ist Grabowskia boerhaviifolia.

### Äußere Systematik
Die Gattung Grabowskia wird innerhalb der Systematik der Nachtschattengewächse zusammen mit den Gattungen Bocksdorne (Lycium) und Phrodus in die Tribus Lycieae eingeordnet. Phylogenetische Untersuchungen des Tribus zeigten, dass die Tribus monophyletisch ist, die beiden Gattungen Phrodus und Grabowskia jedoch innerhalb der Bocksdorne platziert sind. Phrodus bildet dabei eine Schwesterklade zu fast allen Arten der Gattung Lycium. Ausnahme sind einige Arten, die sich durch Steinkörper in den Früchten, meist weißen, hängenden, relativ großen Blüten mit Kelchzipfeln länger als die Kelchröhre und flachen, oftmals blaugrünen Blättern auszeichnen. Die Gattung Grabowskia ist eine Schwesterklade zu dieser letztgenannten Gruppe der Lycium-Arten.

## Belege